# 高橋伊久磨
高橋 伊久磨（たかはし いくま、1994年12月4日 - ）は、日本で活動するミュージカル俳優および元ダンサーである。埼玉県川口市出身。劇団四季外部契約。芸術企画団体 一茶企画を創設し代表を務める。

## 来歴
2013年3月に関東国際高等学校演劇科を27期生として卒業し、卒業後はダンサーとして活動し、ニューヨークに渡米。帰国後2014年に劇団四季研究所に入所し、2015年1月18日に北海道四季劇場で開幕したキャッツ札幌公演のランパスキャット役が初舞台出演となった。同年9月19日に開幕したコーラスライン東京公演では初日にロイ役で出演し、その後マイク役とラリー役を立て続けて演じている。2019年1月開幕の劇団四季の新作パリのアメリカ人では、主役のジェリーマリガン役に抜擢されている。2019年9月、劇団四季と外部契約に切り替え、 芸術企画団体 一茶企画 を創設し、主に舞台の制作、企画や、脚本、演出、振付、作詞など多彩なクリエイター活動を行う。web。

## 主な出演作品
- キャッツ（2015年ランパスキャット）
- 王子とこじき（2015年アンサンブル5枠、2017年2枠）
- コーラスライン（2015年ロイ、2015年マイク、2015年ラリー）
- ウエストサイド物語（2016年ビッグ・ディール）
- ソング&ダンス 65（2017年10枠）
- パリのアメリカ人 (劇団四季)（2019年6枠）
- BREAK A LEG!! “Spotlight” （2019年脚本、演出、振付、ゲスト出演）
- The Galaxy Musical Concert（2019年演出、振付、ダンサー）
- 透明な空に描いた夢（2019年ゲストダンサー）
- 淡路の月に誓う（2020年不動丸役）
- BROADWAY MUSICAL LIVE2020（2020年ダンサー）
- ISSA XII（2020年演出、振付、出演）
- 立体的な本とBIOを楽しむ会（2020年演出、出演）
- 最後の晩酌（2021年3月 脚本、演出）杉並演劇祭優秀賞受賞
- 大人の絵本の作り方（2021年6月 総合プロデュース、剛役出演）
- 人間泥棒-元小泥棒の夢-（2021年12月 脚本、演出）
- 命日オプション（2022年8月 演出）
- LISTEN TO MY LIFE（2023年3月 脚本、20代男役・運転手役出演）
- ホンジツ島のマジックアワー（2025年脚本、演出、風役出演）

※括弧内の年は初出演年